# 林珠鵬
林珠鵬（1933年—2018年9月28日），臺灣臺東縣卑南鄉下賓朗部落人，在1963年任紅葉國小校長時組織紅葉少棒隊，被譽為「紅葉少棒之父」。

## 生平
林珠鵬為臺東縣卑南鄉賓朗村人，1953年自台東師範學校（今國立臺東大學）畢業後分發到卑南國校服務，1963年8月1日奉調紅葉國校擔任校長。
林珠鵬回憶當時要至紅葉國校上班，從下車地方開始需再走上一個小時的崎嶇的山路才能抵達。校長宿舍是一間3坪大的茅草屋，內部只有稻草床、鍋子。他也發現紅葉國校學生出席率不高，明明九十六人，平常上課連一半人都不到。不久，紅葉村舉行射耳祭，林珠鵬發見到學生們喜歡看球賽，就想組棒球校隊就能吸引學生上學。但學校操場滿布石頭，便在村長胡元金的幫忙下，村民清出石頭，整理成球場。林珠鵬請參加過全國運動會棒球賽的紅葉村幹事古義當教練、教師邱慶成到鄰近學校學習訓練。早期隊員有胡錦堂、古振仁、邱盛貴、胡梅雲等。球隊以破曉到升旗、放學到天黑為練球時間。
1964年，紅葉隊首次出賽便奪得延平鄉運會冠軍。該年，在胡元金等人募款籌到新台幣1720元下，紅葉隊得以參加第二屆台東縣長杯棒球賽，得冠。
1965年，古義調離紅葉村，由邱慶成接下教練職務。該年，在宜蘭市舉行的第十七屆台灣省學童棒球錦標賽，由林珠鵬領隊的紅葉少棒隊獲宜蘭市新民派出所主管黃炎興提供住宿、食物、及募捐回程車費，獲第四名。
胡錦堂、古振仁畢業後，留下指導紅葉隊。1966年5月，第十八屆台灣省學童棒球錦標賽，紅葉隊稱霸臺灣。該役後，隨後林珠鵬就調去台東市南王國校，由胡學禮接任校長。
1970年9月28日，在南王國小的林珠鵬獲教育廳表揚為特殊優良教師。林珠鵬獲總統蔣中正召見嘉勉，肯定他創造的紅葉隊。
自1955年林珠鵬轉調到南王國校，歷經富岡國小、卑南國小、鹿野國小，到1999年2月在太平國小退休前，他每到一小學職務就會組織少棒隊。林珠鵬曾說藍文成、高建三、黃貴裕、高健龍、高國慶、陸永茂等棒球選手都是他的學生，也是他的驕傲。1992月12月23日，由楠木德男領隊的日本富士電視台攝製小組，採訪林珠鵬。
2011年1月25日，林珠鵬捐款10萬元給台東縣體育發展基金會，以作棒球發展。2018年9月28日，「紅葉少棒之父」林珠鵬去世，享壽86歲。